# إنيز اندروز
إنيز اندروز (بالإنجليزية: Inez Andrews)‏ هي مغنية أمريكية، ولدت في 14 أبريل 1929، وتوفيت في 19 ديسمبر 2012.

## وصلات خارجية
- إنيز اندروز على موقع ميوزك برينز (الإنجليزية)
- إنيز اندروز على موقع ديسكوغز (الإنجليزية)